# 697 v.Chr.
Het jaar 697 v.Chr. is een jaartal volgens de christelijke jaartelling.

## Gebeurtenissen
- Koninkrijk Juda: Manasse wordt mederegeerder met koning Hizkia van Juda.

## Geboren
- Hertog Wen van Jin (晉文公), staat Jin (China)